# Octavio Pizarro
Pour les articles homonymes, voir Pizarro.
Octavio Pizarro est né à Santiago du Chili. Créateur franco-chilien, il a étudié les arts plastiques au musée des Beaux-Arts et le stylisme à l’École d’Arts appliqués de Santiago du Chili et à l’École de la chambre syndicale de la couture parisienne. Après avoir été directeur artistique de la maison Jacques Fath, il devient styliste pour la maison Guy Laroche. En 2006, il lance sa propre collection d’accessoires textiles. Sa collection de prêt-à-porter voit le jour en 2011.

## Biographie
Dès son plus jeune âge, Octavio Pizarro se découvre une passion pour le dessin, la peinture et la mode.[réf. nécessaire]
Diplômé en Arts Plastiques au musée des Beaux-Arts et en Fashion Design and Manufacturing à l’École d’Arts appliqués de Santiago, il s’installe à Paris pour vivre son rêve. Il y étudie le stylisme à l’École de la chambre syndicale de la couture parisienne.[réf. nécessaire]
Il débute en 1997 en tant que premier assistant chez Jean-Louis Scherrer. De 1998 à 2003, il œuvre au sein de la maison Jacques Fath comme directeur artistique. Il développe les différentes collections de prêt-à-porter et de couture et met en place une nouvelle ligne d’accessoires. En cinq ans, il dynamise et transforme les codes de la maison. De 2003 à 2005, il est chargé de la collection de prêt-à-porter chez Guy Laroche. Il se consacre notamment aux techniques du flou et du drapé.[réf. nécessaire]
Il imagine des écharpes, des étoles, des capes et des ponchos. Toutes ses créations sont inspirées par le travail de la maille. Il enveloppe les femmes dans les laines les plus fines et les plus précieuses qui soient. « J’aime l’idée d’une femme enroulée, blottie dans mes créations » déclare-t-il. Un article de presse a qualifié ses écharpes comme étant « les plus belles du monde ». Sa ligne d’accessoires est vendue dans le monde entier, en France, au Chili, au Canada, au Japon, en Grèce, au Koweït, en Belgique et aux États-Unis.
De 2006 à 2007, il crée une collection d’écharpes remarquée pour Loulou de la Falaise. Par ailleurs, l’une de ses robes de mariée a été choisie en 2007 pour figurer aux côtés de modèles de Jean-Paul Gaultier et de Dior au Musée de la Mode de Santiago. 
En 2008, il ouvre son premier showroom-studio couture à Santiago du Chili dans lequel il reçoit une clientèle privilégiée.
Pendant trois saisons, Octavio Pizarro est sélectionné par la Fédération française de la couture pour présenter ses collections au showroom « Designers apartment ». Il fait aussi connaître ses collections en tant qu’invité lors des défilés à Budapest, à Puerto-Rico  et à Santiago du Chili. En juillet 2015, il présente sa collection de prêt-à-porter à la Maison de l’Amérique Latine à Paris pendant la semaine de la mode Haute Couture.
Le 24 novembre 2015, il reçoit le Grand Prix de la Création de la Ville de Paris dans la catégorie mode.
Le 21 avril 2016, Octavio Pizarro présentait sa première collection capsule en partenariat avec le grand magasin chilien Falabella sous le label « Octavio Pizarro pour Basement édition limitée ». Pour chaque étape majeure du projet, Octavio Pizarro a assuré la direction artistique  notamment  pour la création de la campagne publicitaire, le design des corners ainsi que la promotion et de la présentation de la collection à la presse et aux clientes. Les mannequins ont défilé, vêtues des vingt-huit pièces de la collection devant une assemblée de 300 invités dont des personnalités chiliennes, les journalistes et stylistes de presse. La collection est distribuée dans les quatre principaux magasins Falabella de Santiago ; Alto las Condes, Parque Arauco, La Dehesa et Costanera Center.

## Style
C’est lors de voyages dans le nord du Chili et au Pérou qu’Octavio Pizarro s’intéresse à la laine d’Alpaga et à son métissage avec d’autres matières. Cette matière traditionnelle attachée à ses racines culturelles sera alors l’objet de ses recherches esthétiques. Il est l’un des premiers créateurs de mode à l’utiliser[réf. souhaitée] pour ses créations de prêt-à-porter. Il découvre deux manières de travailler la maille : à la main en mettant en valeur l’aspect brut et le rendu unique du travail artisanal ; et en utilisant le jacquard et l’intarsia pour sculpter le corps. Il aime jouer sur le contraste des matières et des techniques. Il recherche « le mélange des extrêmes ». Ainsi peut-on voir dans ses créations des incrustations de cristaux Swarovski sur la laine d’Alpaga, le mélange du cuir et de la fourrure. Les  lignes sont soulignées par le jeu sur les dessins géométriques, les imprimés graphiques et la transparence. 
Le choix des couleurs utilisées par Octavio Pizarro est emblématique de son identité et de son double héritage franco-chilien. Il joue sur les tons bruts. « Mes codes couleur sont le noir, le blanc, le gris... Et je reste très attiré par les couleurs fortes, acidulées : le vert anis, le jaune citron, le rouge carmin... ». Son univers chromatique se définit par la densité du noir à la manière du peintre Pierre Soulages.  
Inspiré par ses voyages et ses rencontres, la géométrie des lignes et le style Art déco, Octavio Pizarro représente dans ses créations une femme résolument moderne. « J’aime habiller les femmes qui ont une forte personnalité, qui se sentent belles, qui aiment être regardées, en bref una mujer salvaje ».